# Bol'šoe Topol'noe
Il Bol'šoe Topol'noe (in russo Большое Топольное?) è un lago salato della Russia, situato  nel Burlinskij rajon del Territorio dell'Altaj, vicino al confine con l'oblast' di Novosibirsk e con il Kazakistan.

## Geografia
Il lago si trova ad un'altitudine di 99 metri sul livello del mare. L'area della superficie dell'acqua è di 76,6 km², quella del bacino idrografico è di 10700 km². È lungo 13,4 km e largo 8,2 km; la profondità media è di 2 m, la massima di 3,1. La superficie massima, quando il livello del lago è alto, può arrivare ai 120 km². Occasionalmente il lago può prosciugarsi completamente, in questi periodi la zona appare come un prato umido. Immissario ed emissario è il fiume Burla che all'uscita dal lago si prosciuga. Le sponde sono ripide, quelle meridionali paludose.

## Fauna
Il Bol'šoe Topol'noe è popolato da molte specie di pesci: leucisco, luccio, pesce persico, Rutilus, storione sterleto, Coregonus tugun, alburno, storione glatdick, coregone, abramide, scardola europea.
Il lago è un'area ornitologica di importanza internazionale come habitat per il pellicano dalmatico durante la migrazione estiva e autunnale. È luogo di nidificazione e migrazione di molte specie elencate nella Lista rossa IUCN della Russia: albanella pallida, aquila anatraia maggiore, aquila imperiale orientale, aquila di mare, cavaliere d'Italia, pittima reale, gabbiano del Pallas e sterna maggiore.